# Episteme hebe
Episteme hebe is een vlinder uit de familie van de uilen (Noctuidae). De wetenschappelijke naam van de soort is, als Eusemia hebe, voor het eerst geldig gepubliceerd in 1912 door Jordan.